# Albert Prat i Vila
Albert Prat i Vila (La Cellera de Ter, 3 de maig del 1958) és un professor de música i piano, compositor acordionista i director del grup d'havaneres Els Pescadors de l'Escala.
De ben jove començà a estudiar solfeig i piano amb el mestre Ramon Collell, més tard continuà la seva formació amb els mestres Emili García i Jovita Anaya i la completà als conservatoris Isaac Albéniz de Girona i al del Liceu de Barcelona cursant-hi harmonia, contrapunt, composició i instrumentació amb els mestres M. Lluïsa Nadal, Maria Àngels Alabert i Pere Vallribera.
A l'edat de catorze anys, començà a compaginar els seus estudis musicals treballant amb diferents agrupacions de música lleugera com a intèrpret de piano: Seyson Group (Olot), Tony and Cid Singers (Roses). Als divuit anys i degut a la seva incorporació com a director de la Cobla Girona escrigué la seva primera sardana anomenada Puigdafrou; posteriorment passà per les formacions Cobla Orquestra Miramar (Figueres) i Cobla Orquestra Amoga (Vidreres). L'any 1990 fou nomenat professor titular de Llenguatge Musical i piano a l'Escola Municipal de Música d'Olot, i des del 1991 és director i acordionista del grup d'havaneres Els Pescadors de l'Escala. A més de l'acordió, toca flabiol, piano, guitarra, trombó, flabiol i flauta travessera.
Des de l'any 1992 forma part del conegut grup d'havaneres i cançó de tavera, Els Pescadors de l'Escala (Creu de Sant Jordi 2014), des de llavor ha compondre una bona pila d'havaneres i cançons marineres com;

Havaneres
"El Mariner enamorat", "El rock del músic", "El Tango de la perola", "El bram de l’ase", "Enyorança", "El Remitger enamorat", "La cançó de L’indià", "La Festa dels Pescadors", “El cargol de Mar”, “Juguem a enamorar-nos” “Lluny de la mar” i “Vull ser el teu port”, “Mar d’estrelles”, “Estrelles i rom cremat”, “Lluna”, “ Núria i el xaloc”, “Oda al Mediterrani”,” Rumb cap a la Llibertat”, “ Sempre amb tu”, “Som Pescadors de l’Escala”, “Sospirs de mare”, Vull tornar”, Blau”, Contemplant l’Empordà”, “ El mariner Boig”, “El tresor de l’Escala”, “el vailet i el mar”, “Dulzura cubana”, “Encís d’amor”, “Gent de mar”, “Jo també vull ser mariner”, “Got a Got”, en alguns d'aquests temes es autor de la lletra i de la música i d'altres la lletra ha estat composta per en Quim Mas, en Miquel Espigulé, en Joan Manel Puigvert, i la Clara Sánchez-Castro, i Carles Casanoves, compositor també d’una cantata infantil per a orquestra simfònica i dues veus blanques anomenada “L’estranya història de Giuseppe Tempo”, 'obres pianístiques que formen part de la col·lecció “volcans“ de l’Editorial Boileau i “Quatre impressions” editades per “Perifèria músic”.
Instrumentista de piano, guitarra, trombó, flabiol, flauta travessera i acordió. i diverses sardanes, que va presentar a diversos premis de composició; algunes van ser enregistrades per prestigioses cobles. Ha publicat obres pianístiques a l'Editorial Boileau (Anna melody, Bonic somni, Melodia acompanyada i Petit jazz-vals el 2001).
Ha rebut diversos premis per algunes de les seves composicions: Amorosa (premiada al Memorial Carme Pérez - Novasardana'87, 1987), L'olivera de l'Abell (premiada al concurs de l'aplec de Roses, 1983) i L'encís de Girona (premiada al Concurs de Girona, 1996).
Actualment i des de l’any 1990 és professor titulat en l’àrea de Llenguatge Musical de nivell mitjà i piano a L’Escola Municipal de Música d’Olot .
Es instrumentista de Piano, Acordió, guitarra, trombó i flauta travessera.

## Sardanes[8]
- A la cobla centenària (1998), dedicada a La Principal d'Olot, enregistrada per aquesta mateixa cobla en el DC Olot, 100 anys de cobla (Girona: Albert Moraleda, 1998 ref. 7897)
- Amorosa (1987), premi "Novasardana '87", enregistrada per La Principal de la Bisbal en el DC del mateix títol (Barcelona: Catalunya Ràdio-Àudiovisuals de Sarrià, 1988 ref. AVS 20.0137)
- L'encís de Girona (1996), premi concurs "La Sardana de Girona", enregistrada per la Cobla Ciutat de Girona en el DC La Sardana de Girona (Girona: GLOBAL, 1996 ref. 22996/00)
- L'encís de Roses (1982), segon premi del Concurs de Roses, enregistrada per la Cobla Miramar en el LP Pels nostres amics (Sabadell: PICAP, 1985 ref. L 1237)
- L'olivera de l'Abell (1983)
- Pubillatge d'or a l'Escala (2010), dedicada al pubillatge de l'Escala, enregistrada en el DC L'Escala, Ciutat Pubilla per la cobla Ciutat de Girona
- Puigdafrou (1976)
- Records del Parc Nou (2007)
- Somni d'estiu
- Essència Escalenca (2014) dedicada a l'agrupació sardanista «Avi Xaxu» de l'Escala.
- Espurnes de lluna (2015) dedicada a l'agrupació sardanista «Avi Xaxu» de l'Escala" amb motiu del seu 35é aniversari.
- De l'Escala el seu aplec (2021) dedicada a l'agrupació sardanista «Avi Xaxu» de l'Escala"
- Recordant a en Quim Bauxell (2022) dedicat a l'associació sardanista Floricel d'Anglès.